# Lycium berlandieri
Lycium berlandieri ist eine Pflanzenart aus der Gattung der Bocksdorne (Lycium) in der Familie der Nachtschattengewächse (Solanaceae).

## Beschreibung

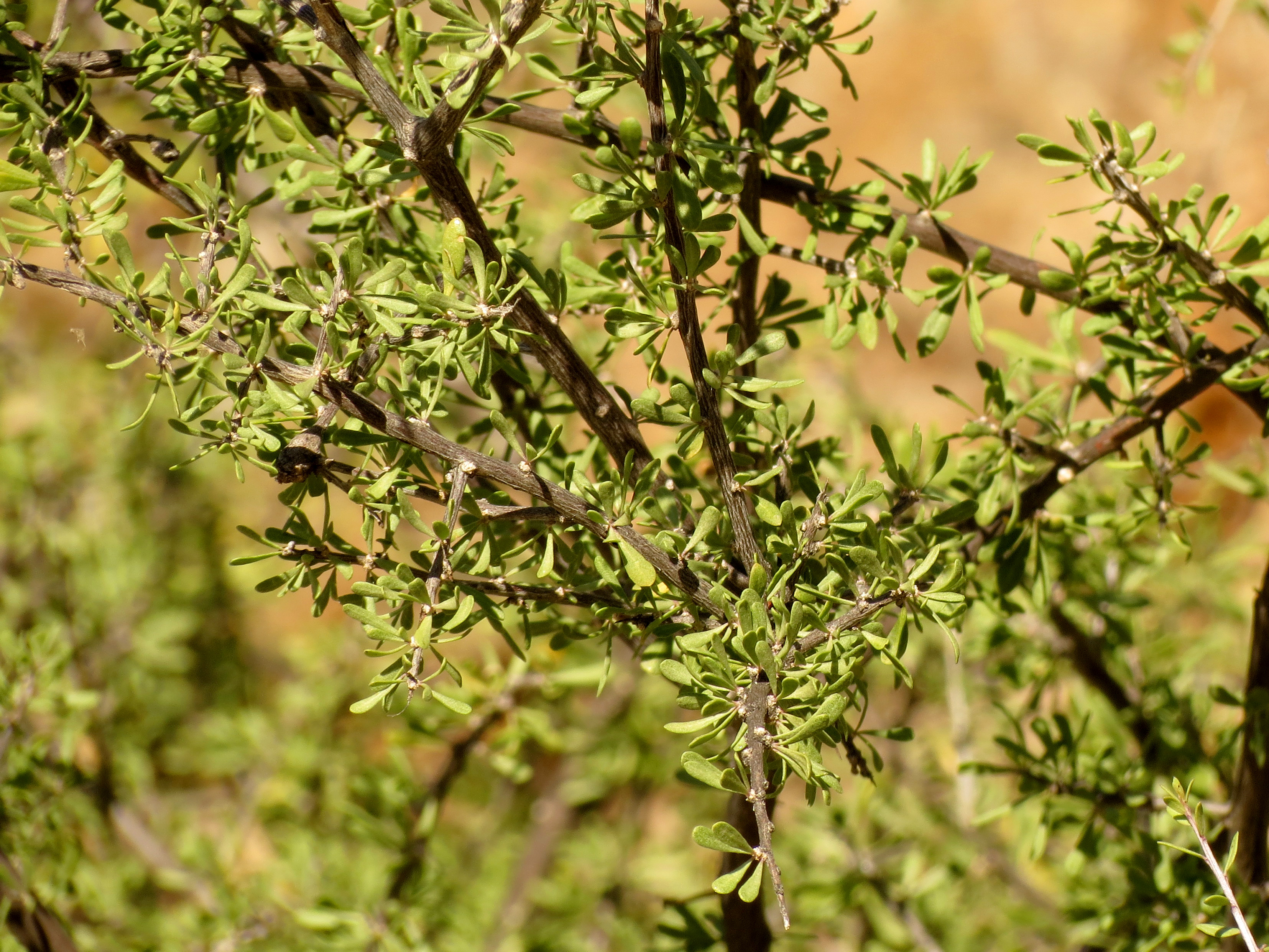
Zweige und Blätter

Lycium berlandieri ist ein 0,7 bis 2,5 m hoher, spärlich verzweigter Strauch. Seine Laubblätter sind unbehaart, 1 bis 2,5 mm lang und 1,5 bis 6 mm breit.
Die Blüten sind zwittrig und vier- oder fünfzählig. Der Kelch ist becherförmig, die Kelchröhre ist 1 bis 3 mm lang, die Länge der Kelchzipfel entspricht etwa 1/3 der Länge der Kelchröhre. Die Spitzen der Kelchzipfel sind mit einem kleinen Haarbüschel besetzt. Die Krone ist weiß oder blass lavendelfarben gefärbt und verkehrt kegelförmig-trichterförmig. Die Länge der Kronröhre ist 4 bis 9 mm, die Länge der Kronlappen entspricht 1/6 bis 1/3 der Länge der Kronröhre. Die Staubfäden sind im untern Drittel des freistehenden Teils dicht behaart.
Die Frucht ist eine kugelförmige Beere mit einem Durchmesser von 5 mm. Sie enthält eine Vielzahl von Samen.
Die Chromosomenzahl beträgt 2n = 36.

## Vorkommen
Die Art ist in Nordamerika verbreitet und kommt dort in den Mexikanischen Bundesstaaten Baja California Sur, Sonora, Sinaloa, Chihuahua, Durango, Coahuila, Tamaulipas, Hidalgo, Nuevo León und San Luis Potosí, sowie in den US-amerikanischen Bundesstaaten Arizona, New Mexico und Texas vor.

## Systematik

### Innere Systematik
Innerhalb der Art werden vier Varietäten unterschieden:
- Lycium berlandieri var. berlandieri
- Lycium berlandieri var. longistylum C.L.Hitchc.
- Lycium berlandieri var. parviflorum (A.Gray) A.Terracc.
- Lycium berlandieri var. peninsulare (Brandegee) C.L.Hitchc.

### Äußere Systematik
Innerhalb der Bocksdorne (Lycium) wird die Art nach phylogenetischen Untersuchungen in eine Klade mit anderen nord- und südamerikanischen Arten der Gattung gruppiert. Die Art ist nahe verwandt mit Lycium americanum, Lycium infaustum, Lycium exsertum, Lycium fremontii, Lycium parishii, Lycium texanum, Lycium torreyi,  Lycium andersonii, Lycium elongatum, Lycium athium und Lycium minimum.